# Eastman
Pour les articles homonymes, voir Eastman (homonymie).
Eastman est une municipalité du Québec, située dans la MRC de Memphrémagog en Estrie.
La municipalité de Stukely et la municipalité du village d'Eastman se sont regroupées, en 2001, pour former la nouvelle Municipalité d'Eastman.
La Municipalité d’Eastman bénéficie d’un environnement exceptionnel de par ses paysages (lacs d'Argent, Mont Orford, Lac Stukely, Lac Parker et Lac Orford). Le Théâtre La Marjolaine, le Spa Eastman et Les Correspondances d'Eastman sont tous prisés par les résidents et les touristes.

## Toponymie
« Territoire détaché de la municipalité de Bolton-Est en 1888, la municipalité d'Eastman doit son nom, comme le bureau de poste établi en 1881, semble-t-il, à John Eastman. Étant un des premiers pionniers du canton de Bolton, ce dernier obtint avec quelques autres compatriotes une immense étendue de terrain dans le territoire cantonal en 1797. »
« C’est en 1845 que fut créée la Municipalité de Stukely. Deux ans plus tard, elle était scindée en deux municipalités distinctes, soit South Stukely et North Stukely. Le nom de Stukely, qu’on orthographiait autrefois Stuckely, rappelle un village du Huntingdonshire dans le centre de l’Angleterre. À partir de 1993, Stukely-Sud fut nommée Municipalité de Stukely. »

## Histoire
EASTMAN (fondation en 1888) aujourd’hui regroupée depuis le 30 mai 2001 avec Stukely (fondation en 1796) est une municipalité située en bordure ouest de la montagne d’Orford, un territoire de 74 km carrés, où l’on retrouve plusieurs lacs (d’Argent, Orford, Parker, Stukely) et par où passe aussi la rivière Missisquoi.
À 100 kilomètres à l’est de Montréal, via l’autoroute 10 dite des Cantons de l’Est (sortie 106) et à moins de 50 kilomètres de Sherbrooke, Eastman se trouve à la rencontre des comtés de Brome, Shefford et Stanstead. Aujourd’hui traversée par la route 112, la municipalité aura été desservie antérieurement (début 1800) par les voitures tirées par des chevaux et qui utilisaient le chemin des Diligences. Un relais pour les voyageurs, où se faisait aussi la rotation des équipages, se trouvait au « Silver Valley Hotel ». Plus tard (1887-1888) est venu le chemin de fer du Pacifique Canadien avec ses locomotives chauffées au bois et s’alimentant d’eau aux sources des champs sur le parcours. Le premier village (appelé Dingmans’ Flats, six familles de Dingman y vivaient) s’est d’abord développé autour du lac d’Argent et depuis 1880 le nom d’Eastman est utilisé pour la Poste. Le nom d’Eastman provient probablement du nom d’un des partenaires du pionnier et concessionnaire de terres Nicholas Austin qui se nommait John Eastman.
Le défrichement des terres, la culture, auxquels s’ajoutent les activités des mines de cuivre locales Huntingdon, Ives et Bolton (1860) assurent la subsistance des premiers arrivants. On relève d’ailleurs que le minerai de cuivre extrait de ces mines était acheminé aux États-Unis par charettes et chemin de fer et aurait servi à la fabrication d’armes pendant la Guerre civile américaine. Une fabrique d’épingles à linge, attenante à un moulin à bois très prospère (Eastman Lumber Company), voit le jour. Ce moulin fournissait le bois pour la construction des ponts de la région. Une scierie importante fonctionnait sur le ruisseau Amber à la jonction du lac Orford et le lac d’Argent et dans le même arrondissement se trouvaient une beurrerie, une fromagerie, une fabrique de « tinettes » à beurre ainsi qu’une forge.
Pendant tout près de 75 ans, la croissance démographique des deux paisibles villages se fera au ralenti et ce n’est qu’avec l’arrivée, en 1975, de promoteurs immobiliers ayant découvert la beauté naturelle et le potentiel récréotouristique d’Eastman que la population locale connaît une croissance rapide.

## Lac d'Argent

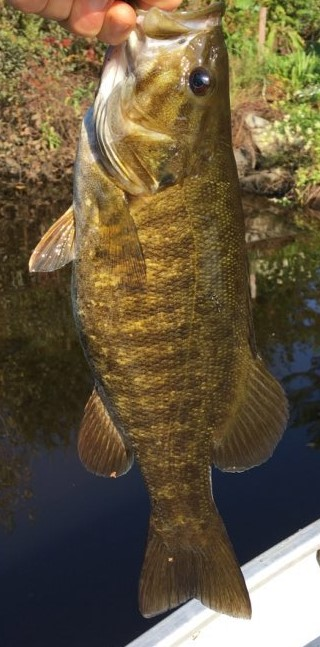
Spécimen d'Achigan à petite bouche du lac d'Argent

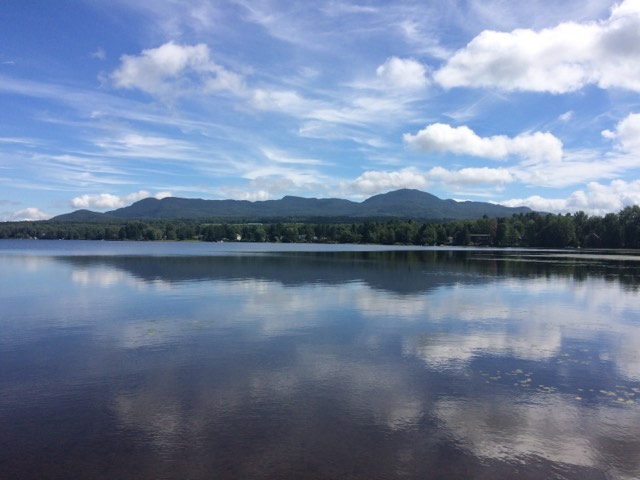
Vue du lac d'Argent d'Eastman donnant sur le Mont Orford

Le lac d'Argent situé à Eastman est d'une profondeur maximal de 15.6 mètres, d'une profondeur moyenne de 4.5 mètre, d'une superficie de 1,023 kilomètre carré et d'un volume de 4 557 000 mètres cubes. Le lac d'Argent comporte une multitude d'espèces de poisson comme des Achigans ou des Crapets de roche.

### Tragédie du Lac d'Argent

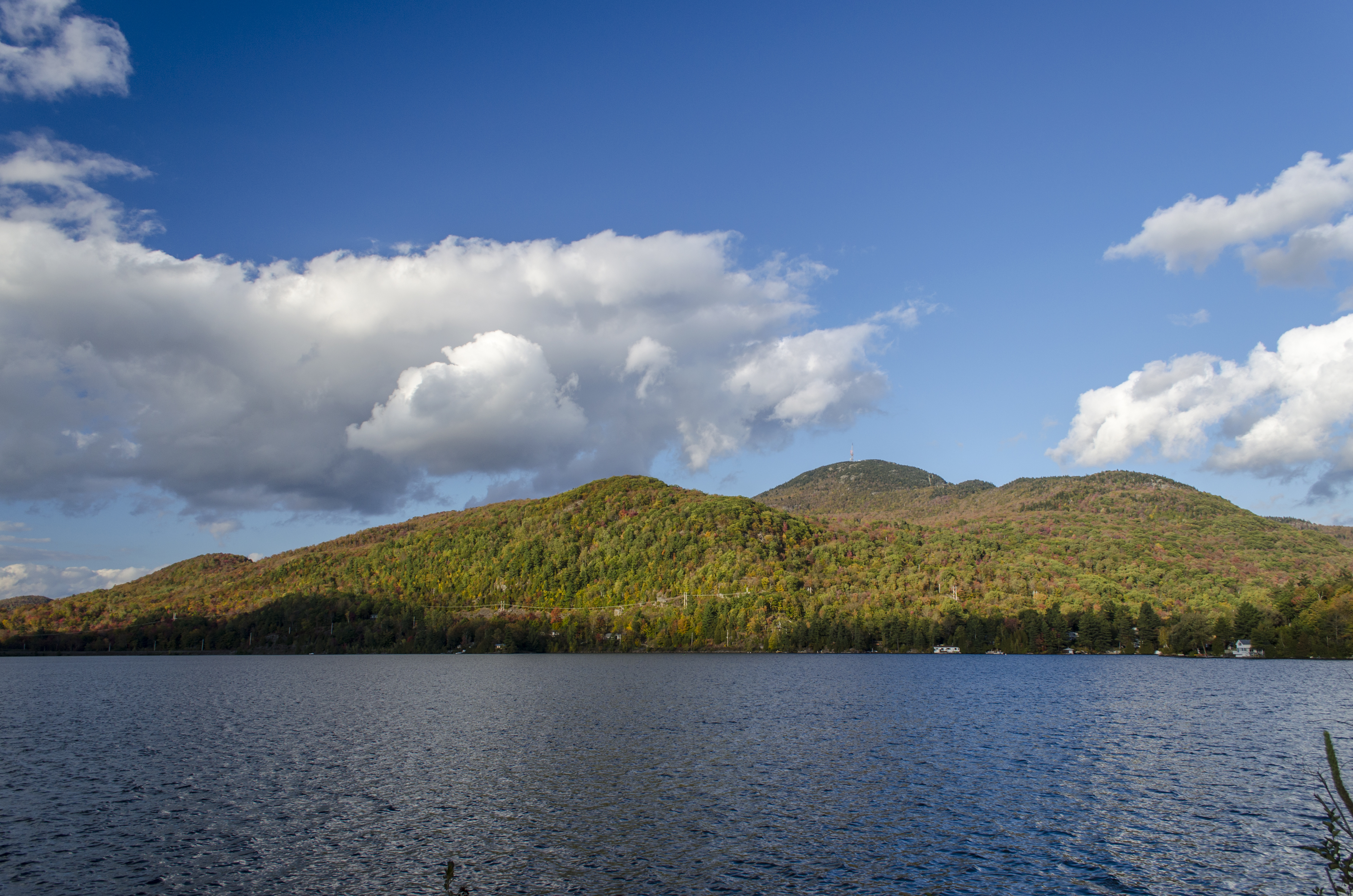
Mont Orford vu du Lac Orford situé à Eastman.

Le 4 août 1978, un groupe de 40 personnes (des membres de la Fraternité des malades et des handicapées originaire d'Asbestos), trouva la mort dans ce qui reste à ce jour l'un des plus importants accidents routiers de l'histoire du Québec. Alors qu'ils quittaient le Théâtre de la Marjolaine situé en haut d'une côte très pentue (le chemin du théâtre), le groupe embarqua dans leur autobus, un modèle GM fabriqué en 1956 et conduit par M. Denis Martel, l'un des seuls survivants du drame. Engageant la descente du chemin du théâtre qui mène droit aux rives du Lac d'Argent, l'autobus manqua de frein et finit sa course dans l'étendue d'eau,. Le bus coula sans que les passagers ne puissent l'évacuer à temps. 

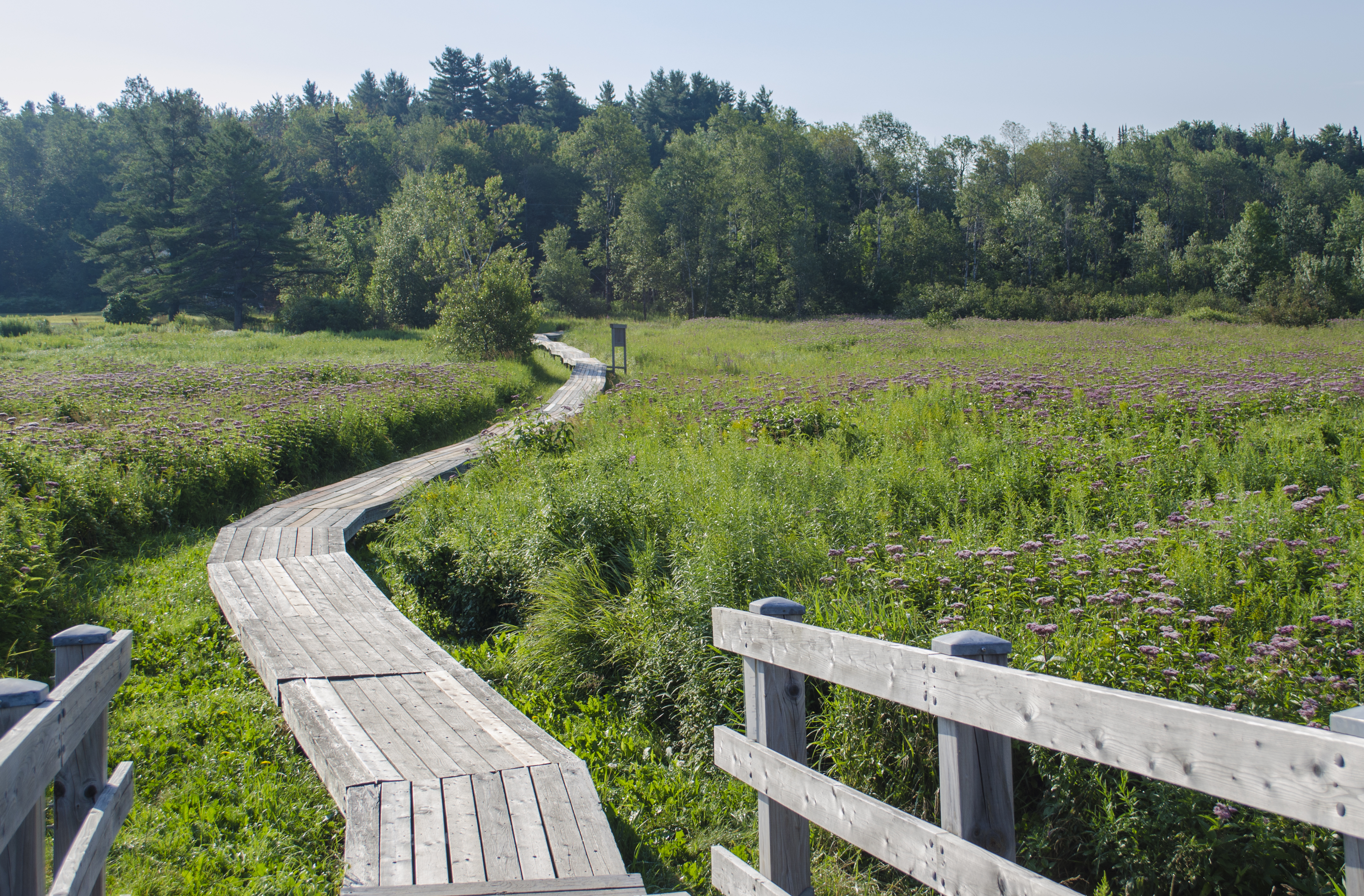
Les sentiers du réseau Missisquoi-Nord, à Eastman, sont très prisés des résidents et des touristes.

## Géographie
Eastman est à l'ouest du Mont Orford, à environ 15 kilomètres de Magog. La municipalité est traversée par l'autoroute des Cantons-de-l'Est et la route 112. La route 245 la relie à Bolton-Est.
Le lac d'Argent est la source principale de la Rivière Missisquoi Nord qui traverse la municipalité.

## Démographie
| 1991 | 1996 | 2001  | 2006  | 2011  | 2016  | 2021  |
| ---- | ---- | ----- | ----- | ----- | ----- | ----- |
| 710  | 711  | 1 404 | 1 585 | 1 740 | 1 843 | 2 279 |

## Administration
Les élections municipales se font en bloc pour le maire et les six conseillers.
| Eastman Maires depuis 2001                                                                                           |                   |         |          |
| Élection | Maire             | Qualité | Résultat |
| 2001 | Gérard Marinovich |         | Voir     |
| 2005 | Gérard Marinovich | Voir    |          |
| 2009 | Gérard Marinovich | Voir    |          |
| 2013 | Yvon Laramée      |         | Voir     |
| 2017 | Yvon Laramée      | Voir    |          |
| n/d | Nathalie Lemaire  |         | Voir     |
| 2021 | Nathalie Lemaire  | Voir    |          |
| Élection partielle en italique Depuis 2005, les élections sont simultanées dans toutes les municipalités québécoises |                   |         |          |

## Attraits
- Théâtre La Marjolaine
- SPA Eastman
- Les Correspondances d'Eastman